# Léon Dens
Léon Pierre Alphonse Dens (Antwerpen, 17 oktober 1869 - Londen, 16 november 1940) was een Belgisch politicus voor de Liberale Partij.

## Levensloop
Als licentiaat in de handelswetenschappen werd Dens de eigenaar van een rederij.
Hij werd politiek actief voor de Liberale Partij en was voor deze partij van 1908 tot 1922 gemeenteraadslid van Antwerpen. Van 1925 tot 1940 zetelde hij bovendien in de Belgische Senaat voor het arrondissement Antwerpen.
Van 1931 tot 1932 was hij minister van Landsverdediging in de Regering-Renkin I. Twee jaar later, in oktober 1934, werd hij aangesteld tot waarnemend voorzitter van de Liberale Partij. Op 8 april 1935 werd hij officieel verkozen tot voorzitter, een functie die hij bleef uitoefenen tot in oktober 1936.
Bij de uitbraak van de Tweede Wereldoorlog volgde hij in mei 1940 de Belgische regering naar Londen, waar hij de ondervoorzitter werd van de Belgische Parlementaire Diensten. In november 1940 kwam hij in Londen om het leven nadat zijn hotel gebombardeerd werd door Duitse vliegtuigen, waarna hij begraven werd op het Schoonselhof in Antwerpen. Aldaar deelt hij een grafmonument met zijn vader Karel Dens.